# جائزة إيطاليا الكبرى 1968
جائزة إيطاليا الكبرى 1968 هو سباق فورمولا 1 أقيم بتاريخ 8 سبتمبر 1968 في حلبة مونزا، إيطاليا. كان التاسع من أصل 12 في بطولة العالم لسباقات الفورمولا واحد موسم 1968. حلّ النيوزلندي ديني هولم أولا بينما جاء الفرنسي جوني سيرفوز غافن في المركز الثاني وحصل على المركز الثالث البلجيكي جاكي إيكس.